# 周郷博
周郷 博（すごう ひろし、1907年6月14日 - 1980年2月28日）は、日本の教育学者。お茶の水女子大学名誉教授。

## 来歴
千葉県八千代市生まれ。第一高等学校を経て、1933年東京帝国大学文学部教育学科卒。東京大学助手の後、いくつかの大学の非常勤講師を経て、1947年東京女子高等師範学校講師。その後、新制のお茶の水女子大学教育学部教授。晩年は、付属幼稚園園長も兼務。

## 人物
教育の詩人と呼ばれ、青年期から詩作をし、『母と子の詩集』などもある。テイヤール・ド・シャルダンの著作を座右の書とした。戦後、日本の教育界に影響のあったハーバート・リードの『平和のための教育』、レスター・スミスの『教育入門』を岩波書店から翻訳刊行している。平和教育、芸術教育な関心が深かったが、後年は、育児、子育てについての文章も多い。
児童文学の関係で懇意にしていた巽聖歌の義弟に当たる（巽聖歌夫人である野村千春の妹である武居百代と結婚）。
戦前は国民精神文化研究所教育科に所属し、戦意高揚に努めたが、戦後は進歩的文化人となる。宮原誠一、矢川徳光、梅根悟ら、戦前・戦中期に活躍した教育学者には、戦後、戦時中の戦争協力を煽った論文や文書や業績を省略・削除・隠蔽する者がいたが、「進歩的文化人」が戦時中は「戦争は人類進歩の原動力」と極言して体制迎合し、戦後になると平和主義者・民主主義者に豹変したという暴露本『進歩的文化人　学者先生戦前戦後言質集』には周郷について、つぎの副題が付けられている。

## ビブリオグラフィ

### 単著
- 『教育社会学』光文社　1951年
- 『幼児の芸術』博文社　1958年
- 『教師の良心と責任』明治図書出版　1960年
- 『母ありてこそ　最初の人間形成』国土社　1963年
- 『人間讃歌』講談社現代新書、講談社　1965年
- 『母と子の詩集』国土新書　1966年
- わたしのおかあさんは日本一 1～6ねん 婦人生活社 1970
- 『失われた季節をもとめて　詩集』国土社　1973年
- はちあわせ こばやしのりこえ 国土社 1974
- 『教育の風向きをかえよう』文化書房博文社　1978年
- 『幼な子の如くならずば　あるヒューマニストの教育随想集』フレーベル館　1979年
- 『教育の詩人　周郷博著作集』全6巻、別巻1 柏樹社　1980-1981年

### 編著
- 新しい道徳教育 幼児期から少年少女期までの指導 牧書店 1951
- 教育詩集 牧書店 1952
- 児童問題講座 第2巻 家庭篇 清水慶子共編 新評論社 1954
- 幼児教育講座 木田文夫,三木安正共編 国土社 1955
- たのしい劇あそび 落合聡三郎共編 フレーベル館 1955.4
- 美術教育入門 湯川尚文,井手則雄共編 河出新書、河出書房（河出書房新社） 1956
- 幼年の文学 幼年教育のために 与田準一共編 国民図書刊行会 1956
- 幼年の美術 幼年教育のために 藤沢典明共編 国民図書刊行会 1956
- 明治図書講座学校教育 第9巻  図工・音楽 明治図書出版 1957
- 音楽とリズム 幼年教育のために 酒田富治共編 国民図書刊行会 1957
- 幼年の社会性 幼年教育のために 井坂行男共編 国民図書刊行会 1957
- 社会科の指導計画 歴史・地理教育の系統的展開 徳武敏夫共編 国土社 1957
- 中学校美術科の新教育課程 国土社 1958
- 小学校図画工作科の新教育課程 国土社 1958
- 現代教育用語辞典 大日本出版 1959
- 子どものしつけ21章 牧書店 1959
- 小学一～六年生、中学一～三年生の学級改造 宮原誠一,宮坂哲文共編 国土社 1961
- 母と子のうた 東都書房 1969
- きびしい道へいけ 十五歳の少年少女がみつけた人生の道 国土社 1970
- 矢沢宰詩集『光る砂漠』増補改訂版　少年　株式会社サンリオ　1974

### 翻訳
- 乳児及び幼児の教育 人間理解のための基礎知識 A.トーリス 大日本図書 1950
- 子供たちはどのように発達するか オハイオ州立大学附属学校編 新教育協会 1951
- 平和のための教育 ハーバート・リード 岩波書店 1952
- 児童心理学 ポール・セザリ 白水社 1954 文庫クセジュ
- 学童の心理学 五歳から一〇歳まで アーノルド・ゲゼル 共訳 新教育協会 1954
- 美術と社会 ハーバード・リード 牧書店 1955
- 思春期の美術 子どもの美術から大人の美術へ W.ジョンストン 熊谷泰子共訳 黎明書房 1958
- 教育入門  W.O.レスター・スミス 岩波新書 1958
- ソ連の教育 ディアナ・レヴィン 岩波新書 1959
- どうしたら幸福になれるか B.W.ウルフ 岩波新書 1960-61
- 人間の発見と創造 21世紀への教育の提言 ブロノフスキー 講談社現代新書 1966
- 新しい児童心理学 ジャン・ピアジェ,ベルベル・イネルデ共著 波多野完治,須賀哲夫共訳 白水社 1969 文庫クセジュ
- ある未来の座標 テイヤール・ド・シャルダン C.キュエノ 伊藤晃共訳 春秋社 1970
- 人間らしき進化のための教育 モンテッソーリをどう理解するか マリオ・M.モンテッソーリ ナツメ社 1978.12